# Macrocarpaea
Macrocarpaea (Griseb.) Gilg è un genere di piante della famiglia Gentianaceae

## Distribuzione e habitat
Le specie di questo genere sono diffuse nella regione neotropicale (Bolivia, Brasile del sud-est, Colombia, Costa Rica, Cuba, Repubblica Domenicana, Ecuador, Guyana, Giamaica, Panama, Perù e Venezuela).

## Tassonomia
Il genere comprende le seguenti specie:
- Macrocarpaea abiseo J.R.Grant
- Macrocarpaea × acuminata Weaver
- Macrocarpaea affinis Ewan
- Macrocarpaea angelliae J.R.Grant & Struwe
- Macrocarpaea angustifolia J.S.Pringle
- Macrocarpaea apparata J.R.Grant & Struwe
- Macrocarpaea atlantica J.R.Grant & Trunz
- Macrocarpaea auriculata R.E.Weaver & J.R.Grant
- Macrocarpaea autanae Weaver ex Maguire
- Macrocarpaea ayangannae J.R.Grant, Struwe & Boggan
- Macrocarpaea bangiana Gilg
- Macrocarpaea betancuriana  J.R.Grant
- Macrocarpaea biremis J.R.Grant
- Macrocarpaea bracteata Ewan
- Macrocarpaea browallioides (Ewan) A.Robyns & S.Nilsson
- Macrocarpaea bubops J.R.Grant & Struwe
- Macrocarpaea callejasii J.R.Grant
- Macrocarpaea calophylla Gilg
- Macrocarpaea canoefolia J.R.Grant
- Macrocarpaea catherineae J.R.Grant
- Macrocarpaea chthonotropa J.R.Grant
- Macrocarpaea cinchonifolia (Gilg) Weaver
- Macrocarpaea claireae J.R.Grant
- Macrocarpaea cochabambensis Gilg-Ben.
- Macrocarpaea cortinae J.R.Grant
- Macrocarpaea densiflora (Benth.) Ewan
- Macrocarpaea dies-viridis J.R.Grant
- Macrocarpaea dillonii J.R.Grant
- Macrocarpaea dolichophylla J.R.Grant & Trunz
- Macrocarpaea domingensis Urb. & Ekman
- Macrocarpaea duquei Gilg-Ben.
- Macrocarpaea elix J.R.Grant
- Macrocarpaea ericii J.R.Grant
- Macrocarpaea ewaniana Weaver & J.R.Grant
- Macrocarpaea felicitata J.R.Grant & Vieu
- Macrocarpaea fortisiana J.R.Grant
- Macrocarpaea fuentesii J.R.Grant
- Macrocarpaea gattaca J.R.Grant
- Macrocarpaea gaudialis J.R.Grant
- Macrocarpaea glabra (L.f.) Gilg
- Macrocarpaea glaziovii Gilg
- Macrocarpaea gondoloides J.R.Grant
- Macrocarpaea gracilis R.E. Weaver & J.R.Grant
- Macrocarpaea gran-pajatena J.R.Grant
- Macrocarpaea gravabilis J.R.Grant
- Macrocarpaea gulosa J.R.Grant
- Macrocarpaea harlingii J.S. Pringle
- Macrocarpaea hilarula J.R.Grant
- Macrocarpaea huamantanga J.R.Grant & Vieu
- Macrocarpaea illecebrosa J.R.Grant
- Macrocarpaea illuminata J.R.Grant
- Macrocarpaea inesiae J.R.Grant & Trunz
- Macrocarpaea innarrabilis J.R.Grant
- Macrocarpaea jactans J.R.Grant
- Macrocarpaea jalca J.R.Grant
- Macrocarpaea jensii J.R.Grant & Struwe
- Macrocarpaea jocularis J.R.Grant
- Macrocarpaea kayakifolia J.R.Grant
- Macrocarpaea kuelap J.R.Grant
- Macrocarpaea kuepferiana J.R.Grant
- Macrocarpaea lacrossiformis J.R.Grant
- Macrocarpaea laudabilis J.R.Grant
- Macrocarpaea lenae J.R.Grant
- Macrocarpaea loranthoides (Griseb.) Maas
- Macrocarpaea luctans J.R.Grant
- Macrocarpaea lucubrans J.R.Grant
- Macrocarpaea luna-gentiana J.R.Grant & Struwe
- Macrocarpaea luteynii J.R.Grant & Struwe
- Macrocarpaea luya J.R.Grant
- Macrocarpaea macrophylla (Kunth) Gilg
- Macrocarpaea maguirei R.E. Weaver & J.R.Grant
- Macrocarpaea marahuacae Struwe & V.A.Albert
- Macrocarpaea maryae J.R.Grant
- Macrocarpaea × mattii J.R.Grant
- Macrocarpaea micrantha Gilg
- Macrocarpaea neblinae Maguire & Steyerm.
- Macrocarpaea neillii J.R.Grant
- Macrocarpaea nicotianifolia R.E. Weaver & J.R.Grant
- Macrocarpaea noctiluca J.R.Grant & Struwe
- Macrocarpaea normae J.R.Grant
- Macrocarpaea obnubilata J.R.Grant
- Macrocarpaea obtusifolia (Griseb.) Gilg
- Macrocarpaea opulenta J.R.Grant
- Macrocarpaea orbiculata J.R.Grant & Trunz
- Macrocarpaea ostentans J.R.Grant
- Macrocarpaea ovalis (Ruiz & Pav.) Ewan
- Macrocarpaea pachyphylla Gilg
- Macrocarpaea pachystyla Gilg
- Macrocarpaea pacifica J.R.Grant
- Macrocarpaea pajonalis J.R.Grant
- Macrocarpaea papillosa Weaver & J.R.Grant
- Macrocarpaea pinetorum Alain
- Macrocarpaea piresii Maguire
- Macrocarpaea pringleana J.R.Grant
- Macrocarpaea quechua J.R.Grant
- Macrocarpaea quizhpei J.R.Grant
- Macrocarpaea revoluta Gilg
- Macrocarpaea robin-fosteri J.R.Grant
- Macrocarpaea rubra Malme
- Macrocarpaea rugosa Steyerm.
- Macrocarpaea schultesii R.E. Weaver & J.R.Grant
- Macrocarpaea silverstonei J.R.Grant
- Macrocarpaea sodiroana Gilg
- Macrocarpaea stenophylla Gilg
- Macrocarpaea subcaudata Ewan
- Macrocarpaea subsessilis R.E. Weaver & J.R.Grant
- Macrocarpaea tabula-fluctivagifolia J.R.Grant
- Macrocarpaea tahuantinsuyuana J.R.Grant
- Macrocarpaea thamnoides (Griseb.) Gilg
- Macrocarpaea umbellata Weaver & J.R.Grant
- Macrocarpaea umerulus J.R.Grant
- Macrocarpaea valerii Standl.
- Macrocarpaea viscosa Gilg
- Macrocarpaea voluptuosa J.R.Grant
- Macrocarpaea wallnoeferi J.R.Grant
- Macrocarpaea weaveri J.R.Grant
- Macrocarpaea weigendiorum J.R.Grant
- Macrocarpaea wurdackii R.E. Weaver & J.R.Grant
- Macrocarpaea xerantifulva J.R.Grant
- Macrocarpaea ypsilocaule J.R.Grant
- Macrocarpaea zophoflora R.E. Weaver & J.R.Grant